# Arno Vermeulen
Arno Vermeulen (Alkmaar, 13 mei 1960) is een Nederlands sportjournalist. Hij is chef voetbal en commentator bij Studio Sport van de NOS.

## Loopbaan
Vermeulen was in de jaren negentig een bekend voetbalverslaggever bij NOS Langs de Lijn op Radio 1. Zo verzorgde hij onder andere in 1995, samen met Jack van Gelder, het radiocommentaar bij de Champions Leaguefinale tussen Ajax en AC Milan. Bovendien was hij in diezelfde periode werkzaam als verslaggever en presentator van het tv-programma AVRO-Sportpanorama. In 1996 stapte hij over naar betaalzender FilmNet/SuperSport. Daar versloeg hij voetbalwedstrijden. Oud-spits Wim Kieft stond Vermeulen bij tijdens het commentaar.
In 1997 veranderde de zendercombinatie in Canal Plus. Vermeulen bleef deel uitmaken van het sportteam van het betaalkanaal. De uitzendingen werden verzorgd door WK Producties, het bedrijf van voetbal-tv-persoonlijkheid Kees Jansma. Vermeulen werd door hem benoemd tot "head of reporting". Bij Canal Plus was hij commentator bij vele belangrijke voetbalwedstrijden in de Nederlandse Eredivisie, Engelse Premier League, Duitse Bundesliga, Spaanse Primera División, de Italiaanse Serie A en de UEFA Champions League. Bovendien presenteerde hij voor- en nabeschouwingen vanuit de studio en later vanuit de stadioncatacomben.
Op 1 november 2003 trad Vermeulen in dienst als chef voetbal bij NOS Studio Sport. Hij volgde Chris van Nijnatten op. Naast zijn coördinerende functie, ging Vermeulen commentaar bij televisieduels verzorgen. Inmiddels klonk zijn stem tijdens de Europese kampioenschappen van 2004,  2008, 2012, 2016 en 2020. Ook was Vermeulen te horen gedurende voetbalwedstrijden op het wereldkampioenschap van 2006 in Duitsland,  het WK voetbal 2010 in Zuid-Afrika,  het wereldkampioenschap voetbal 2014 in Brazilië en het wereldkampioenschap voetbal 2018 in Rusland. Op 19 juni 2004 versloeg Vermeulen op het EK in Portugal de beladen, verloren wedstrijd van het Nederlands elftal tegen Tsjechië. In het seizoen 2007-2008 was Vermeulen enkele malen nog te horen in zijn oude rol van radiocommentator bij NOS Langs de Lijn. Na het wereldkampioenschap 2014 is Vermeulen een van de commentatoren die het Nederlands elftal mag volgen voor Langs de Lijn afwisselend met Jeroen Grueter en Jeroen Elshoff.
Sinds 2018 presenteert Vermeulen de NOS Voetbalpodcast voor NPO Radio 1, waarin hij samen met andere voetbalcommentatoren iedere maandag het Eredivisieweekend bespreekt. Ook is Vermeulen vaste tafelgast bij NOS Studio Voetbal op zondagavond.